# Hypocreales
Hypocreales là một bộ nấm thuộc lớp Sordariomycetes, và bao gồm bảy họ, 237 họ, và 2647 loài.

## Chiincertae sedis
Theo 2007 Outline of Ascomycota, những chi Hypocreales sau có vị trí không chắc chắn và chưa được xếp vào họ nào.
- Bulbithecium
- Emericellopsis
- †Entropezites[3]
- Escovopsis
- Geosmithia
- Hapsidospora
- Leucosphaerina
- Metadothella
- †Mycetophagites[3]
- Nigrosabulum
- Payosphaeria
- Peethambara
- Peloronectria
- Pseudomeliola
- Scopinella
- Ticonectria
- Tilakidium
- Ustilaginoidea